# Ким Мусон
Ким Мусон (кор. 김무성?, 金武星?; 20 сентября 1951, Пусан) — политик Кореи, лидер партии «Сэнури», член  Национального собрания Кореи. 
Родился в семье крупного промышленника от второго брака. Получил степень бакалавра в области делового администрирования университета Ханъян, впоследствии изучал политологию в университете Корё. С 1976 года начал работать в компании своего отца по производству стальных труб, заняв пост исполнительного директора, в 1982 году стал президентом Samdong Group, занимающейся производством электрооборудования. В 1985 году вошёл в руководство Совета по демократизации, политического движения, а в 1987 году стал одним из основателей Объединённой Демократической партии. В 1990 году, когда эта партия распалась на три, вступил в ряды Демократической либеральной партии (просуществовавшей до 1995 года), от которой в 1992 году баллотировался в комитет по выборам президента. С 1996 года неоднократно избирался депутатом парламента, последний раз успешно переизбрался 14 июля 2014 года. В 2005 году возглавил партию «Сэнури».
На выборах в Национальное собрание 20-го созыва, состоявшимся 13 апреля 2016 года, его партия потерпела поражение. Ким Мусон объявил об уходе в отставку с поста лидера партии.